# ルワンダの世界遺産
ルワンダの世界遺産について述べる。ルワンダの世界遺産条約承認は2000年12月28日のことであった。2021年から世界遺産委員会の委員国を務めている（2025年までの予定）。保有する世界遺産は以下の通りである。

## 文化遺産
- ルワンダ虐殺の記憶の場所 : ニャマタ、ムランビ、ビセセロ、ギソッチ - （2023年）

## 自然遺産
- ニュングェ国立公園 - （2023年）

## 複合遺産
なし